# Alfa Romeo GT
Alfa Romeo GT (Серия 937) - спортивный автомобиль, созданный на базе трехдверной модели 147, но с кузовом несколько иного дизайна, выпускавшийся итальянской автомобильной компанией Alfa Romeo в период с 2003 по 2010 годы. Всего было выпущено 80 832 модели. GT была представлена в марте 2003 года на Женевском автосалоне, а на итальянские рынки поступил в январе 2004 года. Автомобиль собирался на заводе в Помильяно-д'Арко на юге Италии вместе с 147 и 159.

## История
GT создана на платформе 147 используемой на 156-й, но в кузове купе, созданный Bertone. Большая часть механических элементов перешли напрямую от 156-й и 147-й, используя двойные рычаги в передней подвеске и подвеску MacPherson сзади, которая устанавливалась на оба данных автомобиля. Салон модели почти полностью основан на младшем хетчбэке 147 и получил много общих элементов. GT оснащалась точно такой же панелью приборов и её функциями, включая климат-контроль и схожую систему электропроводки. Некоторые внешние элементы также были взяты с 147-й: капот, зеркала заднего вида, передние крылья (с 147 GTA). Линейка двигателей состояла из 1,8 л. и 2,0 л. бензиновых двигателей, 1,9 л. турбодизелем MultiJet и топовым в линейке двигателей - бензиновым 3,2 л. V6.
В линейке Alfa Romeo GT позиционировался как спортивный автомобиль вместе с Brera, которая основывалась на среднеразмерном седане или универсале 159. Обе модели могли считаться последователями 916-й серии - GTV. Две модели не могли оставаться в производстве, так как в своём классе они конкурировали друг с другом. Так как Alfa Romeo являлась спортивным крылом крупного концерта Fiat Group, а в то время у Fiat не было спортивной модели в производстве, поэтому компания не смогла предоставить место под производство двух одинаковых спортивных автомобилей, для того чтобы каждая оставалась в производстве. Исторически, главная стратегия Alfa - это создавать и развивать спортивные автомобили из своих седанов и универсалов, которые становились более признанными как и среди Альфистов, так и имели успешные продажи на рынках.
В 2006 году Alfa представляет 1,9 л. JTD Q2 версию GT с дифференциалом повышенного трения и добавляет новую опцию оснащения, названной Black Line.
В 2008 году Alfa представляет модификацию Cloverleaf (4-лиственный клевер) как ограниченную серию с новыми дополнительными опциями: заниженная подвеска, новый обвес, 18-дюймовые легкосплавные диски. Модификация была доступна только в нескольких цветах: чёрном, красном (alfa red) и синем. И несколькими двигателями: 1,8 л. и 2,0 л. бензиновый и 1,9 л. MultiJet турбодизельный. Так как данные двигатели были более эффективны на этой модели.
За несколько лет до окончания производства для различия с итальянским рынком, Alfa Romeo решает запустить несколько особых версий для иностранных рынков. Специальная версия 1,9 л. JTDm 16 красном или белом цвете была доступна в Великобритании у нескольких особых дилеров. Другой особой версией стала "Run Out Edition" с 2,0 JTS и только в чёрном цвете. Всего было выпущено десяток автомобилей, а также похожая версия с немного модифицированным двигателем Pratola Serra 2000 JTS и особым оснащением: аудиосистема Bose с USB, устройства мультимедиа и Bluetooth, которыми в будущем стали оснащаться все модели Giulietta. Данные модификации имели специальные амортизаторы и пружины, а также особый светло-серый кожаный салон и зеркала заднего вида. Данные 2,0 л. версии были доступны только для голландского рынка. Для Австралии и Франции GT предлагалась в специальном оснащении Centenario, и все модели шли с 1,9 л. JTDm дизельным двигателем.
Версия Quadrifoglio Oro (всего 60 моделей) для японского рынка стала последней специальной версией в истории модели.

## Создание и появление
GT стала широко известной благодаря своему привлекательному стилю и содержательному внешнему виду. Дизайн модели был разработан Bertone, имевшей довольно долгую историю сотрудничества с Alfa Romeo. Существует серия концептов 1950-х годов под названием B.A.T.. Общая форма купе напоминает модель 1980-х Alfa Romeo Sprint, но имеющая более чёткий дизайн, основанный на современных моделях Alfa Romeo. GT оснащалась 16-дюймовыми дисками в стандартной комплектации и 17-дюймовыми в плане опции. Возможно было установить и 18-дюймовые диски, благодаря широким аркам и радиусу поворота в 11,5 метров.

## Двигатели

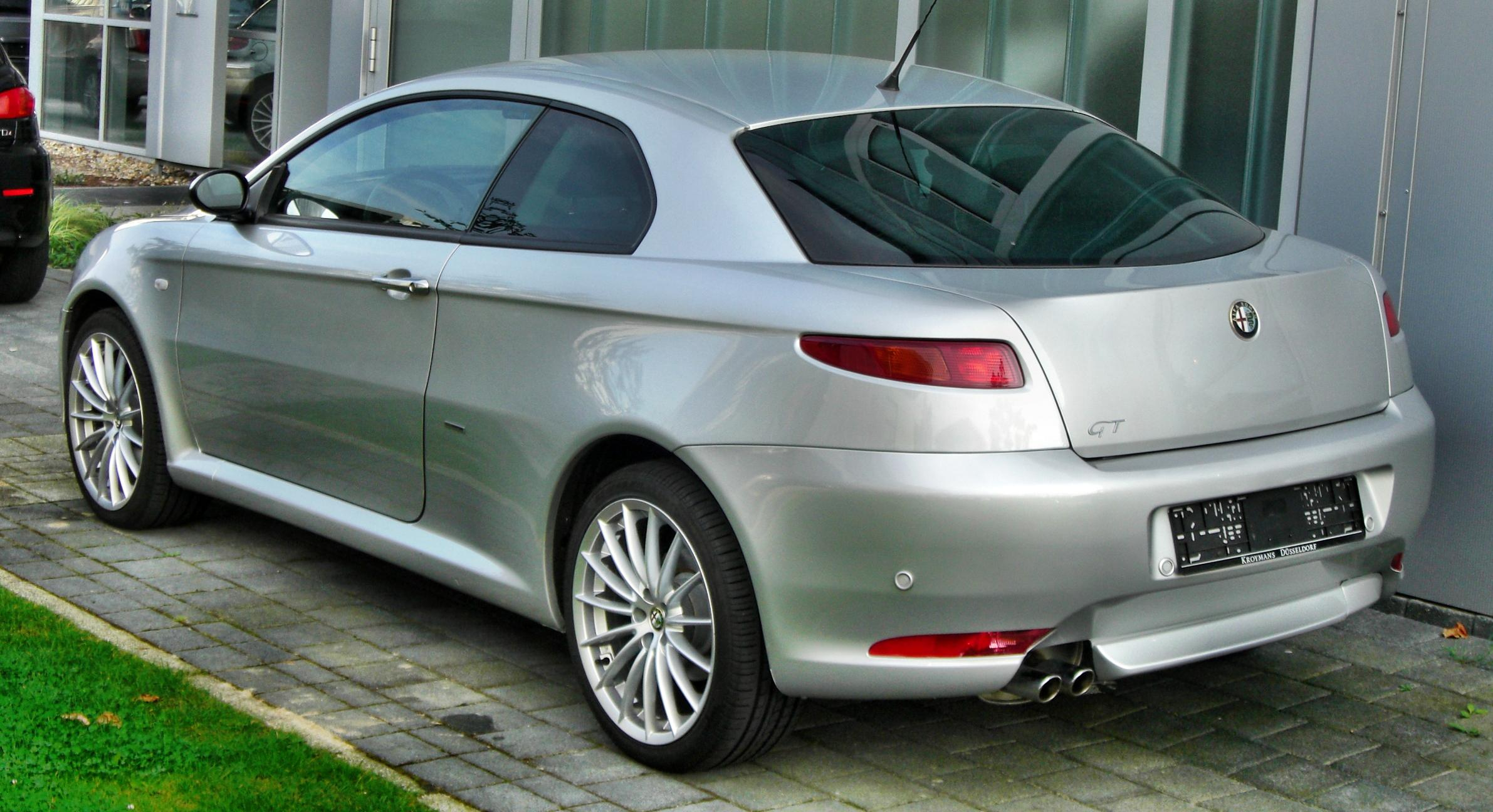
Alfa Romeo GT. Вид сзади

3,2 л. V6 (240 л. с., 177 кВт) самый мощный для вседорожного использования, но двигатель склонен к силовому подруливанию, в то время как 1,9 л. турбодизельный JTD стал самым популярным двигателем на модели, выиграв конкуренцию у 2,0 л. бензинового двигателя. 3,2 л. V6 позиционировался как "спортивная" опция с большей мощностью и специальным звучанием выхлопа от Alfa Romeo, уникальной для всего семейства двигателей V6 от Alfa. 1,8 л. бензиновый Twin Spark был полностью взят с 156-й. Он тестировался на различные степени нагрузки и остался всё равно экономичным. 2,0 л. бензиновый двигатель с прямым впрыском топлива стал улучшением старого 2,0 л. Twin Spark с 156-й, который лёг в основу GT. В итоге этот двигатель прибавил в мощности на 15 л. с. и уменьшил свой расход топлива.
1,9 л. дизельный двигатель с прямым впрыском стал самым популярным. Высокий крутящий момент на низких оборотах давал чувство "нормального" ощущения скорости на дорогах в отличие от 2,0 л. бензинового, требовавшего более высоких оборотов для максимальной мощности. Но для гонок 1,9 л. двигатель подходил хуже, чем бензиновый. Двигатель выигрывал в расходе топлива, что и сделало его популярным среди покупателей. Поэтому экономия дизельного топлива в сочетании с 6-ступенчатой механической коробкой передач позволила GT преодолевать около 970 км (600 миль) на одном баке на высоких скоростях.

## Оснащение
В тормозной системе использовались 284 мм (11,2 дюйма) вентилируемые тормозные диски спереди и 276 мм (10,9 дюймов) сзади. Самая мощная версия 3,2 л. V6 оснащалась 330 мм (13,0 дюйма) дисками спереди. В стандартной комплектации GT шла система ABS c системой распределения тормозных усилий.
Несмотря на наличие всего двух дверей и стиля купе, GT не имеет посадочную конфигурацию 2+2, а является пятиместной. Это из-за того, что модель вышла и 156-й, взяв её шасси. Доступ к задним сидениям GT осуществляется посредством складных передних сидений. GT также фактически может считаться трёхдверным хетчбэком с открывающейся вверх задней дверью, предоставляя доступ к большому багажнику.
Автомобиль был оснащён последними технологическими наработками компании того времени, такими как: VDC (Vehicle Dynamic Control), Alfa Romeo версия системы ESP (программа электронной устойчивости), ASR (противобуксовочная система), EBD (система распределения тормозных усилий), контроль за маршрутом, ABS, помощь в торможении (Brake Assist) а в последних версиях дифференциал Q2 System. Система Q2 - это высокотехнологичная разработка Alfa, являющаяся дифференциалом повышенного трения для улучшения прохождения поворотов, особенно на мокрой дороге.
Такие определённые опции, как отрицательный развал колёс необходим для улучшения возможности прохождения поворотов во время гоночных заездов, также были доступны. Закалённая и изменённая подвеска в отличие от 156-й, была создана для улучшения сцепления с дорогой в обмен на снижение комфорта езды. Для GT были доступны регулируемые кожаные сиденья с усиленной боковой поддержкой. Все вышеперечисленные опции сделали GT привлекательной для заказчика, нацеленного на результаты.
Однако, Alfa Romeo внедряла в автомобиль все доступные люксовые опции согласно своей концепции того времени ("пантера в клетке"). Автомобиль был оснащён в стандартной комплектации такими функциями как: усилитель руля, бортовой компьютер, кондиционер, помощник при езде на задней передаче, двойной климат-контроль, подушки безопасности (включая шторки) с датчиками нахождения пассажира, обогреватель боковых стёкол, круиз-контроль. А в дополнительных опциях были доступны: обогрев сидений, кожаный салон, CD-Changer на 10 CD-дисков, датчик дождя и система спутникового радио-контроля.
Всё это создало высокотехнологичную, отзывчивую и маневренную модель для езды на быстрых скоростях и в сложных условиях, а также более безопасным для езды каждый день в обычных городских условиях.

## Технические характеристики
| Модель   | Двигатель | Объём        | Мощность                  | Крутящий момент         | Расход в городе (л/100км) | Расход по трассе (л/100км) | Расход топ. комбинированный (л/100км) | CO2      | Примечания |
| -------- | --------- | ------------ | ------------------------- | ----------------------- | ------------------------- | -------------------------- | ------------------------------------- | -------- | ---------- |
| 1,8 TS   | I4        | 1747 куб. см | 140 л. с. при 6500 об/мин | 163 Н/м при 3900 об/мин | 12,1                      | 6,4                        | 8,5                                   | 202 г/км |            |
| 2,0 JTS  | I4        | 1970 куб. см | 165 л. с. при 6400 об/мин | 206 Н/м при 3250 об/мин | 12,2                      | 6,7                        | 8,7                                   | 207 г/км |            |
| 3,2 V6   | V6        | 3179 куб. см | 240 л. с. при 6200 об/мин | 289 Н/м при 4800 об/мин | 18,6                      | 8,7                        | 12,4                                  | 295 г/км |            |
| 1,9 JTDm | I4        | 1910 куб. см | 150 л. с. при 4000 об/мин | 305 Н/м при 2000 об/мин | 8,5                       | 4,9                        | 6,2                                   | 165 г/км |            |

Источники:

### Скоростные показатели
| Модель                    | Макс. скорость | Разгон 0-100 км/ч |
| ------------------------- | -------------- | ----------------- |
| 1,8 TS                    | 200 км/ч       | 10,6              |
| 2,0 JTS/2,0 JTS Selespeed | 216 км/ч       | 8,7               |
| 3,2 V6                    | 243 км/ч       | 6,7               |
| 1,9 JTDm                  | 209 км/ч       | 9,2               |
| 1,9 JTDm (170 л. с.)      | 216 км/ч       | 8,2               |

Источники:

## Концепт GT Cabriolet

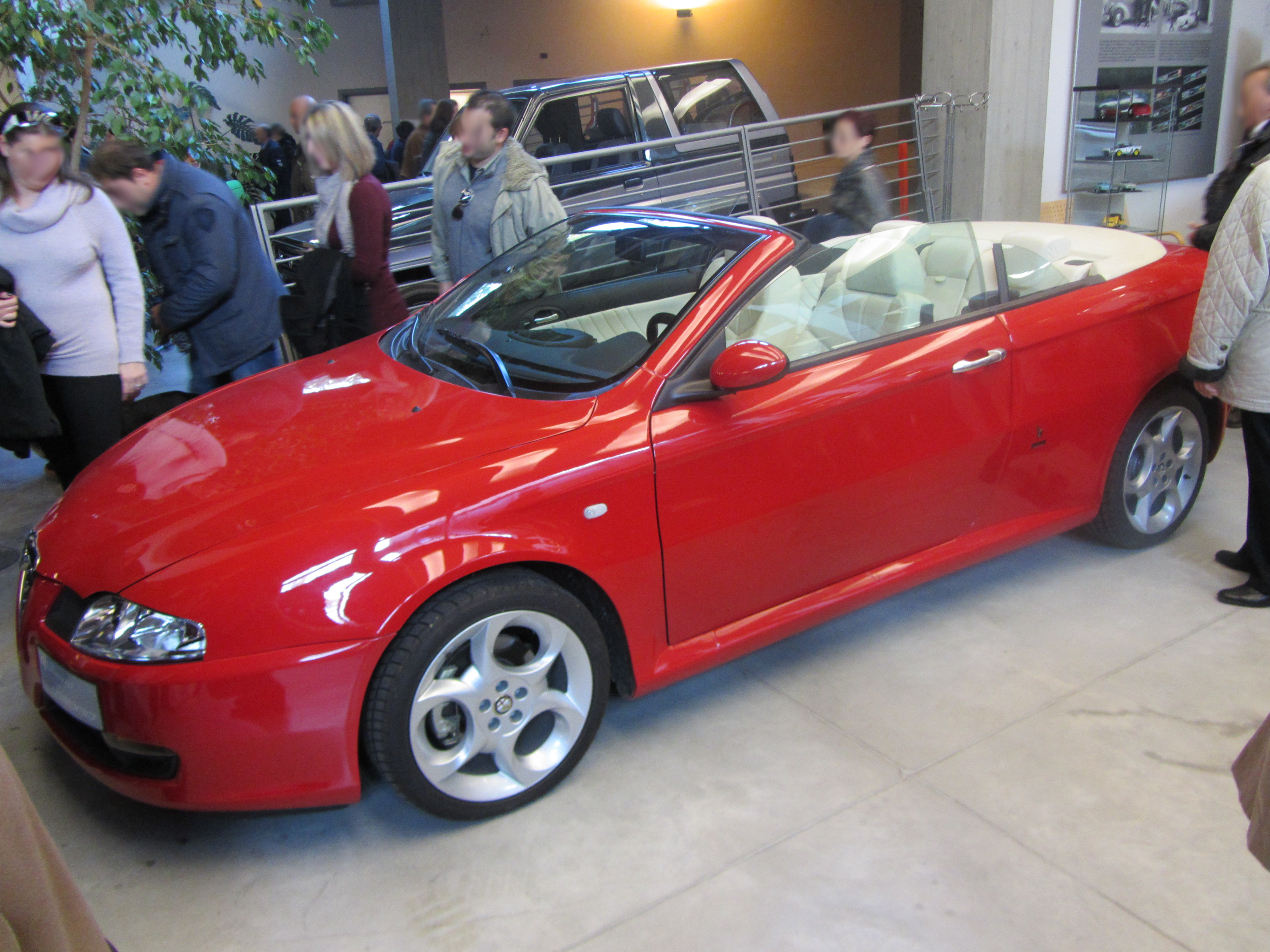
GT Cabriolet - концепт-кар с дизайном от Bertone.

Модель с мягким верхом GT Cabrio Concept был создан Bertone в 2003 году, а показан публике 6 апреля 2011 года. Автомобиль являлся четырёхместной открытой версией купе GT, которое Bertone надеялось собирать на своём собственном заводе. Следующее поколение Alfa с открытым верхом было создано компанией Pininfarina и собиралась на базе купе Brera.